# 3721 Widorn
3721 Widorn eller 1982 TU är en asteroid i huvudbältet som upptäcktes den 13 oktober 1982 av den amerikanske astronomen Edward L.G. Bowell vid Anderson Mesa Station. Den är uppkallad efter den australiensiske astronomen Thomas R. Widorn.
Asteroiden har en diameter på ungefär 14 kilometer och den tillhör asteroidgruppen Eos.